# Parc éolien du Chemin des Haguenets
Le parc éolien du Chemin des Haguenets est un parc éolien français mis en service en 2009, situé sur le territoire des communes de Litz et de Rémérangles .

## Localisation
Le parc éolien est situé sur le plateau Picard, dans le département de l'Oise, il a été réalisé par la société La Compagnie du Vent (Engie) avec le soutien des collectivités locales et des services de l’Etat.

## Pour approfondir